# Episodi di Kiss×Sis

Logo della serie anime

Questa è la lista degli episodi dell'anime Kiss×Sis.
Un adattamento anime fu annunciato nel giugno 2008, confermando che sarebbe stato prodotto dallo studio Feel. Il 22 dicembre dello stesso anno fu pubblicato il primo OAV diretto da Munenori Nawa, venduto in allegato con il terzo volume del manga. Successivamente ne verranno prodotti altri, anche questi allegati ai volumi della controparte cartacea. L'ultimo al momento uscito è il dodicesimo, pubblicato il 6 aprile 2015. La sigla d'apertura è Our Honey Boy (ふたりのハニーボーイ?, Futari no Hani Bōi) cantata da Ayana Taketatsu e Yuiko Tatsumi mentre quella di chiusura si intitola Starry Sky Story (星空物語?, Hoshizora monogatari) interpretata da Nana Takahashi.
Una serie animata televisiva che funge da adattamento al manga venne trasmessa su AT-X dal 5 aprile al 21 giugno 2010. Una versione censurata dell'episodio venne pubblicata online il 28 marzo 2010. La sigla d'apertura è Balance Kiss (バランスKISS?, Baransu Kisu) cantata da Ayana Taketatsu e Yuiko Tatsumi mentre quella di chiusura Our Steady Boy è eseguita da Yui Ogura e Kaori Ishihara. Il tema di chiusura dell'episodio 12 è Futari (ふたり?) di Yui Ogura e Kaori Ishihara. Il primo volume DVD è uscito il 23 giugno 2010. Nella trasmissione televisiva alcune scene presenti negli episodi dal 9 al 12 furono censurate, tuttavia nelle edizioni DVD e Blu-ray Disc le puntate sono presenti nella loro forma integrale.

## Lista episodi

### OAV
| Nº | Titolo italiano (traduzione letterale) Giapponese 「Kanji」 - Rōmaji | Prima edizione   | Prima edizione |
| Nº | Titolo italiano (traduzione letterale) Giapponese 「Kanji」 - Rōmaji | Giapponese       |                |
| 0  | Iniziare da zero 「ゼロから始めよう」 - Zero kara hajimeyō | 22 dicembre 2008 |                |
| 0  | Keita Suminoe, uno studente del terzo anno delle medie, ha difficoltà a resistere alle avances sessuali delle sue sorelle gemelle, Ako e Riko, che vogliono che frequenti la loro stessa scuola superiore. Tuttavia il ragazzo ha già ricevuto una raccomandazione per un liceo sportivo. |                  |                |
| 1  | Sotto lo stesso tetto 「ひとつ やね の した」 - Hitotsu yane no shita | 22 maggio 2009   |                |
| 1  | Keita si ferisca una mano a scuola e Ako e Riko fanno a gara per aiutarlo a sentirsi meglio. |                  |                |
| 2  | Natale per due 「ふたりでクリスマス」 - Futari de Kurisumasu | 20 novembre 2009 |                |
| 2  | A Natale, Keita, Ako e Riko si recano in un locale di karaoke dove finiscono per ubriacarsi molto per via di un errore dello staff che invece di servirgli del tè oolong gli ha portato degli alcolici. Questa situazione porta però le due ragazze a trascorrere dei momenti particolari con Keita. |                  |                |
| 3  | Prova segreta 「ひみつの予行練習」 - Himitsu no yokō renshū | 4 giugno 2010    |                |
| 3  | Ako e Riko trovano nella camera da letto di Keita una rivista pornografica che vede come protagonisti un ragazzo che fa sesso con le sue due sorelle. Chiedendosi se potrebbero finire per fare la stessa con Keita, le due ragazze decidono di fare "pratica" con un manichino di loro creazione fingendo che sia il loro fratello. |                  |                |
| 4  | Il viaggio alle terme della suprema beatitudine 「至福の温泉旅行」 - Shifuku no onsen ryokō | 22 novembre 2010 |                |
| 4  | I genitori di Keita gli regalano dei biglietti per un resort termale come regalo di laurea e gli suggeriscono di portare con sé le due ragazze. I fratelli quindi vanno al resort termale, finiscono per visitare un museo erotico e si trovano a vivere alcune situazioni compromettenti nella sauna dove Ako finisce per servire un potente afrodisiaco a Keita e Riko. |                  |                |
| 5  | Assorti nello sconcerto 「五里霧中でむちゅむちゅ」 - Gorimuchū de muchumuchu | 22 giugno 2011   |                |
| 5  | Ako e Riko vedono i loro genitori baciarsi davanti alla porta di casa e sentono la madre dire: "Quando torni, puoi divertirsi come vuoi". Durante la sera, mentre studiamo insieme, Keita, Ako e Riko, cercano di non ascoltare le esclamazioni di estasi provenienti dalla camera da letto dei loro genitori e finiscono in una posizione compromettente sotto al kotatsu. Dopo essersi eccitati dai versi dei loro genitori, i quali sono stati interpretati erroneamente dato che il padre si stava limitando a fare dei massaggi alla moglie, Ako, Riko e Keita finiscono per trascorrere un momento intimo insieme baciandosi e leccandosi con la lingua in varie parti del corpo. |                  |                |
| 6  | Mmm! Visita medica 「むむむっ!な健康診断」 - Mumumu! Na kenkōshidan | 30 novembre 2011 |                |
| 6  | A scuola si tiene una visita medica e qui Ako e Riko competono tra loro per vedere chi delle due è la migliore in vari campi. Nel frattempo, Keita si mette nei guai mentre cerca di impedire ad altri tre ragazze di spiare e riprendere le ragazze di nascosto. |                  |                |
| 7  | I fiori di pesco sbocciano nella stagione delle piogge 「長梅雨に咲いた桃の花」 - Chō tsuyuni saita momo no hana | 6 luglio 2012    |                |
| 7  | Durante una giornata di pioggia, Keita finisce per bagnarsi e così Minazuki lo invita a casa sua per permettergli di asciugarsi e impedire così che si prenda un raffreddore. Una volta a casa sua, Keita si ritrova in un atteggiamento intimo con Minazuki, poi la sorella Yuzuki rientra prima del previsto e il ragazzo si nasconde. Dopo un po' però questo viene scoperto e la giovane insegnante si arrabbia. |                  |                |
| 8  | Dopotutto!? La movimentata visita a casa 「やっぱり！？波乱の家庭訪問」 - Yappari!? Haran no kateihōmon | 6 febbraio 2013  |                |
| 8  | Yuzuki decide di fare una visita a casa di Keita per parlare con i suoi genitori, ma siccome quest'ultimi sono via, così come le sue sorelle, l'insegnante finisce in una situazione imbarazzante con il ragazzo. In seguito Yuzuki e Keita vengono sorpresi nella camera da letto in una posizione equivocabile dai genitori del ragazzo, ma quest'ultimi invece di arrabbiarsi ne vanno addirittura orgogliosi. |                  |                |
| 9  | Impazzire di sudore giovanile 「狂おしき青春の汗」 - Kuruoshiki seishun no ase | 6 novembre 2013  |                |
| 9  | Mentre Riko deve fare la ronda a scuola, Keita comincia a trovare piacere nel leccare il sudore di Ako. Nel corso della notte, Riko torna di nascosto a casa e si barrica all'interno della camera da letto di Keita per permettergli di gustare il suo feticismo. |                  |                |
| 10 | In quel campo visivo, molti colori 「あるやなしやは、十人十色」 - Aru ya nashiya wa, jūninto-iro | 6 agosto 2014    |                |
| 10 | Keita entra inavvertitamente nella sezione femminile di un bagno pubblico ed è costretto a nascondersi quando Ako, Riko, Minazuki, Yuzuki e Miharu arrivano a loro volta per rilassarsi un po'. Nel tentativo di uscire dalla stanza senza farsi scoprire, Keita cerca di avvicinarsi alla porta nascondendosi tra alcuni cespugli ma finisce per incappare in Miharu e viene poi scoperto da tutte le altre ragazze. Alla fine Keita viene rimproverato per essere entrato nel bagno sbagliato perché è sempre distratto. |                  |                |
| 11 | Un buon rapporto per sempre 「いつまでもイイ関係」 - Itsumade mo ī kankei | 6 aprile 2015    |                |
| 11 | Keita, Ako e Riko decidono di passare il tempo giocando a scambiarsi dei pezzetti di tapioca tra le loro bocche mentre si baciano con la lingua. Dopo essersi resa conto che il succo di tapioca è alcolico, Ako approfitta dell'ubriachezza di Keita e scopre che quest'ultimo possiede ancora i ricordi delle volte precedenti in cui era ubriaco. Riko tenta a sua volta di sfruttare la situazione a suo vantaggio ma presto la cosa le si ritorce contro e Keita tenta di "curarla" con dei cerotti perché ha una "ferita" fra le gambe. Tempo dopo, Ako e Riko danno un bacio sulla guancia a Keita e si dirigono insieme al liceo.                                               |                  |                |

### Serie TV
| Nº | Titolo italiano (traduzione letterale) Giapponese 「Kanji」 - Rōmaji | In onda        | In onda |
| Nº | Titolo italiano (traduzione letterale) Giapponese 「Kanji」 - Rōmaji | Giapponese     |         |
| 1  | Wonderful Days 「ワンダフルデイズ」 - Wandafuru Deizu | 5 aprile 2010  |         |
| 1  | Keita Suminoe ha un problema con le sue sorelle gemelle, Ako e Riko, in quanto queste si dimostrano eccessivamente romantiche nei suoi confronti mentre i suoi genitori sono via. Un giorno il ragazzo riceve una lettera che invita i suoi genitori a partecipare a un'udienza con gli insegnanti, ma siccome i primi non possono partecipare a causa degli impegni, Keita non sa come fare. In seguito Ako e Riko trovano la lettera mentre curiosano nella sua stanza, si recano perciò nella sua scuola ma vengono inseguite da molti dei loro ammiratori. Keita ferma tutti quanti e rimprovera le sue sorelle di aver causato un putiferio in piena regola, ma quando capisce qual era il motivo della loro presenza nell'istituto, le raggiunge e si scusa, rivelando di aver rifiutato una raccomandazione per entrare in un'altra scuola e che intende studiare sodo per andare nel loro stesso liceo. |                |         |
| 2  | Una lezione per due 「二 人きりのレッスン」 - Futarikiri no Ressun | 12 aprile 2010 |         |
| 2  | Ako decide di aiutare Keita a studiare per aumentare le sue possibilità di passare gli esami, anche se entrambi dimostrano di avere qualche problema a rimanere concentrati. Ako mostra a Keita il suo seno per spronarlo a studiare, ma questa sua idea si ritorce contro il ragazzo che finisce per pensare esclusivamente a quest'ultimo quando è in classe. Ako decide poi di provare un metodo di studio alternativo e inizia a scrivere gli appunti su varie parti del suo corpo. Nonostante un profondo imbarazzo, Keita riesce a migliorare nei suoi test. Successivamente Keita paragona un bacio di Ako a un giochino con le penitenze, finendo per farla arrabbiare e lo sottopone a una serie di domande di storia dove se sbaglierà dovrà baciarla come penitenza. Dopo aver risposto alle prime in maniera corretta, Keita ne sbaglia una e perciò deve pagare la penitenza. I due si baciano per un po' ma vengono interrotti da Riko, che ha preparato uno spuntino per Keita. Quest'ultimo lo assaggia ma il cibo si rivela immangiabile. Alla fine, Keita riesce a migliorare i suoi voti, anche se di non molto, e ringrazia Ako per il suo sostegno mentre Riko li osserva gelosamente. |                |         |
| 3  | Dolci seducenti! 「魅惑のスイーツ!」 - Miwaku no Suītsu! | 19 aprile 2010 |         |
| 3  | Keita si infastidisce di essere baciato da Ako e Riko in ogni occasione possibile e impone il divieto totale di baciarsi. Dopo aver scoperto che a Keita piacciono i dolci, Riko cerca di preparargli del cioccolato, ma il risultato finale si rivela pessimo. Dopo aver trovato uno dei DVD a luci rosse di suo padre, Riko va da Keita e decide di esaltare le proprie labbra utilizzando un rossetto al cioccolato per fare in modo che il ragazzo la baci. Prima che i due riescano ad andare oltre, vengono fermati tempestivamente da Ako che rompe il rossetto. Riko dà a Keita un altro rossetto, tuttavia quest'ultimo è stato fatto con il cioccolato immangiabile che aveva preparato in precedenza, e così il ragazzo finisce per rimanerne disgustato dopo aver provato ad assaggiarlo. |                |         |
| 4  | Qualifiche di un amante 「恋人の資格」 - Koibito no shikaku | 26 aprile 2010 |         |
| 4  | Mentre Keita studia a scuola, Ako e Riko ricordano il loro primo anno di scuola media, che segnò la prima volta che si separarono da Keita. Nel frattempo, la loro insegnante, Yuzuki Kiryu, ascolto di nascosto le loro discussioni e inizia a preoccuparsi del tipo di relazione che hanno con il fratello. Dopo aver studiato, Keita incontra e Riko al santuario locale e scopre che stavano pregando per il suo successo a scuola. A questo punto il ragazzo ricorda di un episodio di quando era bambino dove finì per pregare gli dei affinché gli facessero sposare sia Ako che Riko, ma poi suo padre gli disse che la poligamia è illegale in Giappone. Così Keita esprime il desiderio di non lasciare le sue sorelle a nessun altro, dopodiché torna a casa insieme a loro. |                |         |
| 5  | Scusami! 「ゴメンナサイ!」 - Gomen nasai! | 3 maggio 2010  |         |
| 5  | Mentre parla con i suoi amici a scuola, Keita palpeggia accidentalmente la sua compagna di studi, Miharu Mikuni, la quale gli dà uno schiaffo. Ako e Riko sospettano che Keita le abbia "tradite". Keita va poi a studiare nella biblioteca della scuola e qui incontra Miharu, che è una delle studentesse che la gestisce, questa comincia ad agitarsi molto per via della sua presenza e tenta di andare in bagno perché crede che il ragazzo possa palpeggiarla se distoglierà gli occhi da lui. Mentre lei cerca di andare in bagno, Keita la insegue con l'intenzione di restituirle un libretto che ha lasciato involontariamente cadere e finisce per trascinarla in vari luoghi per nascondersi da Ako e Riko. Ad un certo punto finiscono per essere rinchiusi nel ripostiglio della palestra, perciò optano di fuggire tramite l'ausilio di una finestra e Keita solleva Miharu sulle proprie spalle ma quest'ultima finisce per urinargli addosso. Alla fine riescono a fuggire dal ripostiglio, Keita promette di mantenere segreto l'incidente e finisce per vedere accidentalmente le sue parti intime dopo che si è tolta le mutandine bagnate e la ragazza lo picchia. |                |         |
| 6  | Disagio ad Akihabara 「胸騒ぎのアキバ」 - Munasawagi no Akiba | 10 maggio 2010 |         |
| 6  | Impossibilitate di vedere materiale pornografico su Internet utilizzando il PC vinto dal padre a una lotteria, Ako e Riko decidono di acquistare un gioco eroge ad Akihabara. Keita le accompagna totalmente ignaro dei loro loschi fini mentre le ragazze escogitano un piano per portare a termine la loro missione. Ako distrae Keita portandolo in un negozio di cosplay mentre Riko va a fare un giro nella sezione per adulti di un negozio di videogiochi. Mentre Keita e Ako si recano in un camerino per cambiarsi, si imbattono nell'insegnante di quest'ultima, Yuzuki Kiryu, che si rivela essere un otaku e veste un cosplay di Mahoro della serie Mahoromatic. In seguito Riko incontra la donna mentre cerca di acquistare un gioco in edizione speciale. Dopo aver incontrato Keita e aver ricordato la cotta che hanno Ako e Riko nei suoi confronti, Yuzuki porta il ragazzo altrove per parlargli ma si rende conto che lo ha portato inavvertitamente in un love hotel a tema cosplay. Ako e Riko trovano Keita, poi il gruppo incontra una sua kōhai nonché sorella minore di Yuzuki, Minazuki, che giustifica Yuzuki affermando che stava comprando il gioco per lei in quanto era presente in allegato un manga che le piace molto. Come ricompensa per averla salvata dalla brutta figura, Minazuki convince Yuzuki a fare il cosplay di Mai Shiranui per poi caricare le foto sul suo blog personale. |                |         |
| 7  | Co-cosa!? Un'illusione di mezza estate bagnata gocciolante 「な、なんと～っ!?びしょ濡れ真夏の妄想曲」 - Na, nan to~?! Bisho nure manatsu no mōsōkyoku | 17 maggio 2010 |         |
| 7  | Toda, uno degli amici di Keita, lo convince ad andare in piscina con lui e Minazuki e ad invitare Ako e Riko corrompendolo con una rivista erotica. Sospettosa di ciò che potrebbero fare, Yuzuki decide di seguirli, nonostante i suoi problemi finanziari. Mentre cerca di nascondersi in bagno, viene scoperta da Ako e Riko che, scambiandola per un guardone, la bagnano con molta acqua. Dopo aver chiarito l'equivoco, Yuzuki si ritrova con i vestiti fradici e Keita decide di prestarle la sua tuta da ginnastica. Nel corso della notte, Yuzuki rimane estasiata dall'odore virile della tuta di Keita e si masturba mentre la indossa e fantastica su quest'ultimo. Il giorno dopo si sveglia e scopre che i suoi pantaloni si sono bagnati. Intanto Keita ha un incubo in cui vede la sua insegnante tenere degli atteggiamenti perversi e seduttivi con lui. |                |         |
| 8  | È sempre così ad agosto 「八月はいつもアレ」 - Hachigatsu wa itsumo are | 24 maggio 2010 |         |
| 8  | Si sta avvicinando il festival estivo e questo è anche l'unico giorno che Keita ha a disposizione per svagarsi un po' dallo studio. Ako e Riko competono per l’opportunità di trascorrere la notte del festival con lui, anche se poi alla fine decidono di andare tutti e tre insieme all'evento. A seguito di alcuni inconvenienti con i paratori, sia Ako che Riko riescono a trascorrere singolarmente un po' di tempo con Keita. Ad un certo punto appare Yuzuki che sta facendo un giro per la fiera per assicurarsi che nessun giovane faccia sciocchezze e sorprende Riko e Keita. I due se ne accorgono immediatamente e fuggono nella foresta vicina, mentre Yuzuki tenta di inseguirli. Minazuki, che al festival è la signora Mikoshi, e un pulcino impertinente acquistato da Ako a una bancarella, coinvolgono Keita in una serie di situazioni demenziali, poi quest'ultimo vede Miharu che fa pipì tra i cespugli. Quando Keita torna dalle sue sorelle, le due riescono a riconoscerlo a malapena per via delle numerose botte ricevute da Miharu. |                |         |
| 9  | Rivolgersi a Dio solo nei momenti di sofferenza 「苦しい時は神頼み」 - Kurushii toki wa kamidanomi | 31 maggio 2010 |         |
| 9  | Mentre Keita cerca di studiare, Ako e Riko competono tra loro per cercare di essergli più utili. Mentre sono soli in una stanza, Riko e Keita finiscono per impegnarsi a fare alcuni "giochi con le gambe" sotto il kotatsu ma poi Ako li interrompe perché li trova indecenti. Mentre cercano di realizzare un portafortuna per aiutare Keita con i suoi studi, Ako e Riko vengono a conoscenza che possono crearne uno con i peli pubici. Dopo molte riflessioni, le sorelle di strappano alcuni peli per realizzare l'amuleto e lo danno a Keita, convincendolo a non guardare il suo contenuto. Keita decide così di portarlo a scuola mentre Ako e Riko si sono sentono decisamente imbarazzate per quello che hanno fatto. |                |         |
| 10 | Finalmente, la cosa reale! 「とうとう本番！」 - Tōtō honban! | 7 giugno 2010  |         |
| 10 | Keita si ammala poco prima degli esami e Ako e Riko stanno a casa da scuola per curarlo. Tuttavia la sua guarigione è ostacolata dalle gemelle che si affrontano per guadagnarsi il suo affetto. Entrambe finiscono per leccare il sudore dal suo corpo e così facendo il ragazzo si riprende completamente mentre le due si prendono il raffreddore. La professoressa Yuzuki, che qui fa esaminatrice, rimane sorpresa di vedere Keita tra i presenti. Mentre quest'ultimo svolge i suoi esami, Ako e Riko ricordano come Keita le aiutò nel loro periodo di esami. Dopo essere tornato a casa, Keita ringrazia Ako e Riko che stanno facendo finta di dormire. |                |         |
| 11 | Buona giornata, pignolo! 「いい日、ダメ出し!」 - Ii hi, damedashi! | 14 giugno 2010 |         |
| 11 | Keita attende con impazienza i risultati dei suoi esami, con Ako e Riko che cercano di augurargli buona fortuna, anche se incontrano diversi presagi legati alla sfortuna lungo la strada per andare a scuola. Quando vanno a vedere la bacheca con i risultati, il numero di Keita non elencato e il trio si deprime. Poco dopo però arriva Yuzuki che inserisce qualche altro numero sul tabellone, incluso quello di Keita. Dopo aver visto che Ako e Riko hanno già preparato tutto ciò che serve per festeggiarlo, Keita si rallegra e decide di festeggiare comunque per non rendere vano l'impegno delle due sorelle. Verso sera, Keita riceve la visita di Miharu, il cui cane aveva raccolto la lettera di Keita contenente i suoi risultati dalla sua casella postale. Dopo aver letto il contenuto, Keita scopre di aver effettivamente superato gli esami e abbraccia Miharu che comincia ad eccitarsi. Poco dopo Miharu viene spaventata da Ako e Riko e scappa via, poi Keita riferisce alle due ragazze della buona notizia. |                |         |
| 12 | Uno, due, trio! 「いち、にの、3P!」 - Ichi, ni no, san pī! | 21 giugno 2010 |         |
| 12 | Dopo che Keita ha ricevuto il suo diploma, Ako e Riko scoprono che è troppo tardi per prendere il secondo bottone dalla sua uniforme (che secondo la tradizione tale bottone, che si trova sopra il cuore, dovrebbe essere dato alla ragazza che si ama per confessare i propri sentimenti). Decidono poi, contro la volontà di Keita, di tenere una lotteria per i premi di consolazione e qui partecipano Ako, Riko, Minazuki e Miharu. Le ragazze scrivono tutti i loro desideri che vengono poi estratti a caso. Il piano di Ako le si ritorce contro e finisce per prendere il colletto dell'uniforme di Keita. Minazuki ottiene invece l’opportunità di mostrare cosa ha sotto la gonna a Keita, e si scopre che non ha indosso la biancheria intima. Riko può baciare Keita davanti a tutti ma decide di non farlo perché è troppo imbarazzata. Miharu ottiene l'ultimo premio restante; trascorrere cinque minuti da sola con Keita nel ripostiglio della palestra dove le viene permesso di fare qualsiasi cosa. Keita però decide di ringraziare semplicemente Miharu e dopo un piccolo imprevisto finiscono in una posizione compromettente, e pochi istanti dopo vengono visti da Ako e Riko che si arrabbiano. Durante la notte, mentre Keita dorme, Ako e Riko lo molestano un po' ma il ragazzo finisce solo per fare dei sogni ambigui. Mentre inconsciamente afferra l'uniforme, il bottone che aveva tenuto da parte per le sorelle cade e così queste decidono di lasciarlo solo per la notte. All'inizio del nuovo semestre, Keita va al liceo mano nella mano con Ako e Riko. Durante la sigla di chiusura viene mostrato il primo giorno di liceo e Keita viene accolto dagli altri studenti e dai suoi compagni di classe. Nell'ultima scena Ako e Riko danno un bacio sulla guancia a Keita. |                |         |

## Home video

### Giappone
La serie televisiva è stata pubblicata in DVD e Blu-ray dal 23 giugno al 22 settembre 2010.
| N° | Data              | Episodi | Fonte  |
| -- | ----------------- | ------- | ------ |
| 1  | 23 giugno 2010    | 1-3     | [ 17 ] |
| 2  | 21 luglio 2010    | 4-6     | [ 17 ] |
| 3  | 25 agosto 2010    | 7-9     | [ 17 ] |
| 4  | 22 settembre 2010 | 10-12   | [ 17 ] |